# Urduña-Orduña
Pour le politicien et cacique de la province d'Alicante, voir Joaquín Orduña.
Urduña en basque ou Orduña en castillan, Ordugne en français, est une commune de Biscaye dans la communauté autonome du Pays basque en Espagne.
Le nom officiel de la ville est Urduña-Orduña.

## Géographie

### Localisation
Orduña se trouve dans une plaine au sud du territoire municipal, sur la rive gauche du Nervion. Les parties ouest et sud-ouest, les plus montagneuses, sont parcourues par une sierra dont les altitudes oscillent entre 400 m et 1 039 m au pic Orduña.

### Limites
Orduña forme une exclave de Biscaye, cloué entre les provinces d'Alava et de Burgos. Elle est limitée avec les communes Junta de Villalba de Losa et de Berberana (province de Burgos), et d'Ayala-Aiara, Amurrio et Urcabustaiz (Alava).

## Entités locales mineures
Avec le territoire qui appartient proprement à la ville d'Orduña, dans la commune d'Orduña on trouve les conseils de Belandia, Lendoñobeiti (Lendoño de Abajo), Lendoño Goikoa (Lendoño de Arriba) et Mendeika, qui formaient anciennement l'Assemblée de Ruzábal et qui conservent une certaine autonomie interne dans la commune, Orduña étant la seule localité biscaïenne possédant des organismes de niveau inférieur à la commune reconnus dans son territoire municipal.
Elle comprend aussi la Comunidad de Orduña, Junta de Villalba de Losa, Ayala y Amurrio, un petit territoire communal exploité de manière conjointe par ces communes.

## Histoire
La première mention écrite sur Orduña remonte au VIIIe siècle, à l'époque d'Alphonse Ier.
En 1228, Lope Diaz II de Haro a accordé à la population le fuero (For) de Vitoria. Pendant le XIIIe siècle, la ville a été un centre commercial de niveau important. En 1536, une partie de la ville est détruite par un incendie et son importance économique diminue.
Le début du XXe siècle voit l'essor de la station thermale de La Muera et les constructions du Paseo de la Antigua.
Dans la première décennie du XXIe siècle, on essaye de donner un nouveau caractère touristique à la ville, avec la transformation de l'ancienne douane, située dans le centre de la ville, en une station thermale moderne.

## Sport
Orduña compte aussi avec une grande gamme de sports dont le « txarlazo » un parcours de descente pour vélo.

## Personnalités liées à la commune
- Juan Ortiz de Zárate (1521-1576), conquistador et colonisateur, explorateur du Río Paraná et fondateur des villes de Santa Fe et de Buenos Aires.
- Juan de Garay (1528-1583), conquistador né dans la ville.
- Angel Salas Larrazábal (1906-1994), Conseiller du Royaume en représentation des Forces armées, détenteur de la Médaille militaire et de la Médaille aérienne.
- Iván Fandiño (1980-2017), matador né dans la ville.

## Images

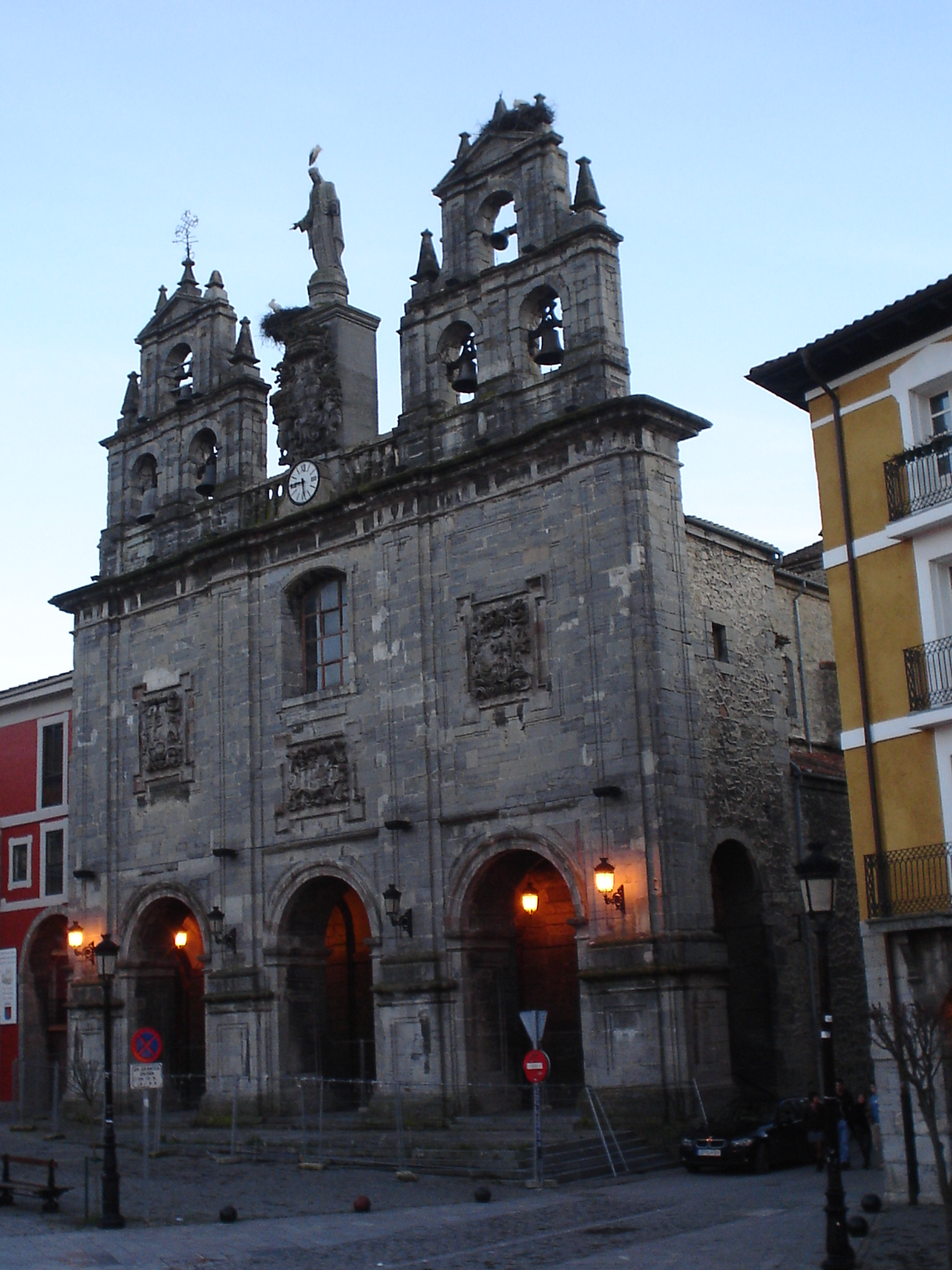
Église de la Sagrada Familia.
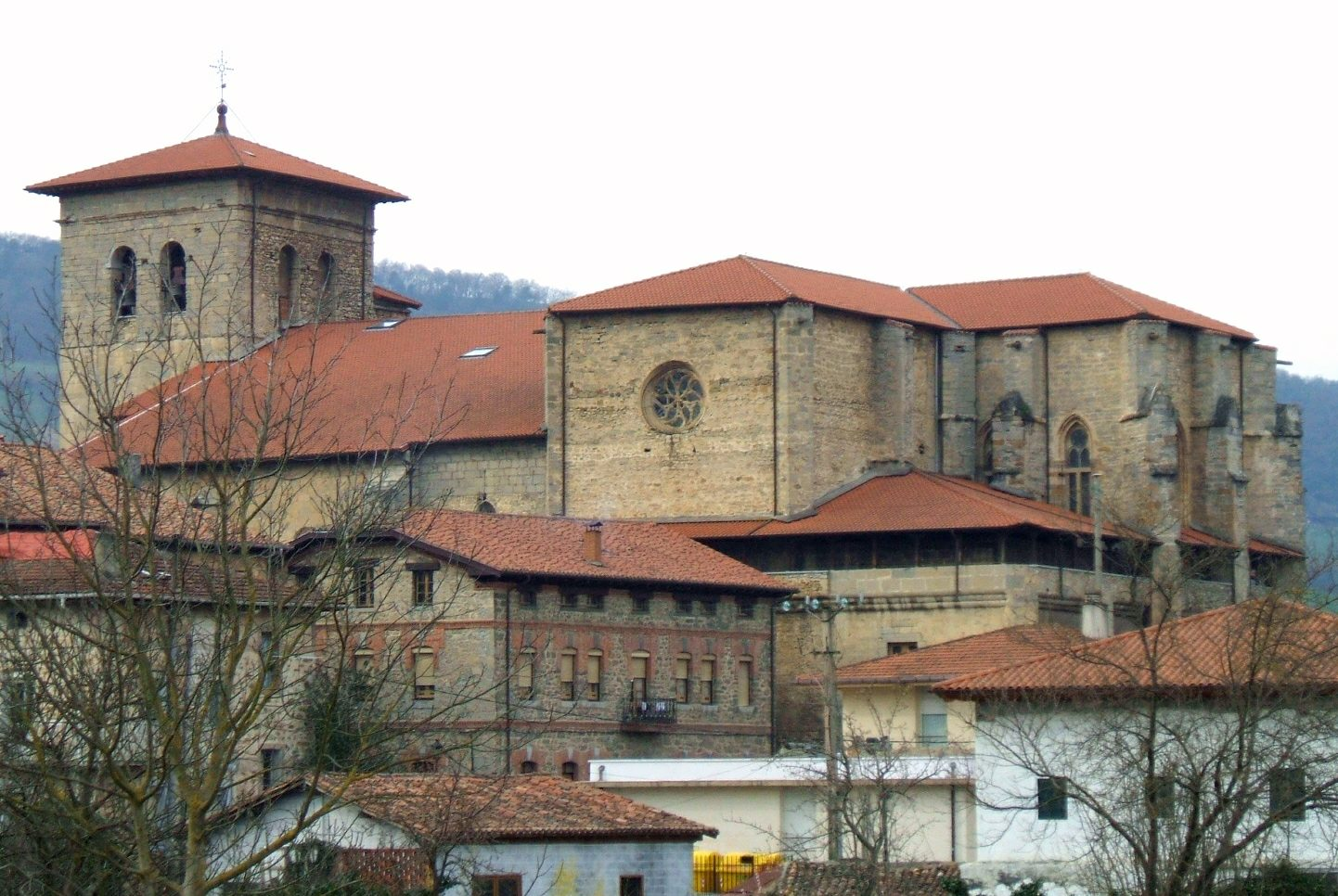
Église de Notre-Dame-de-l'Assomption.
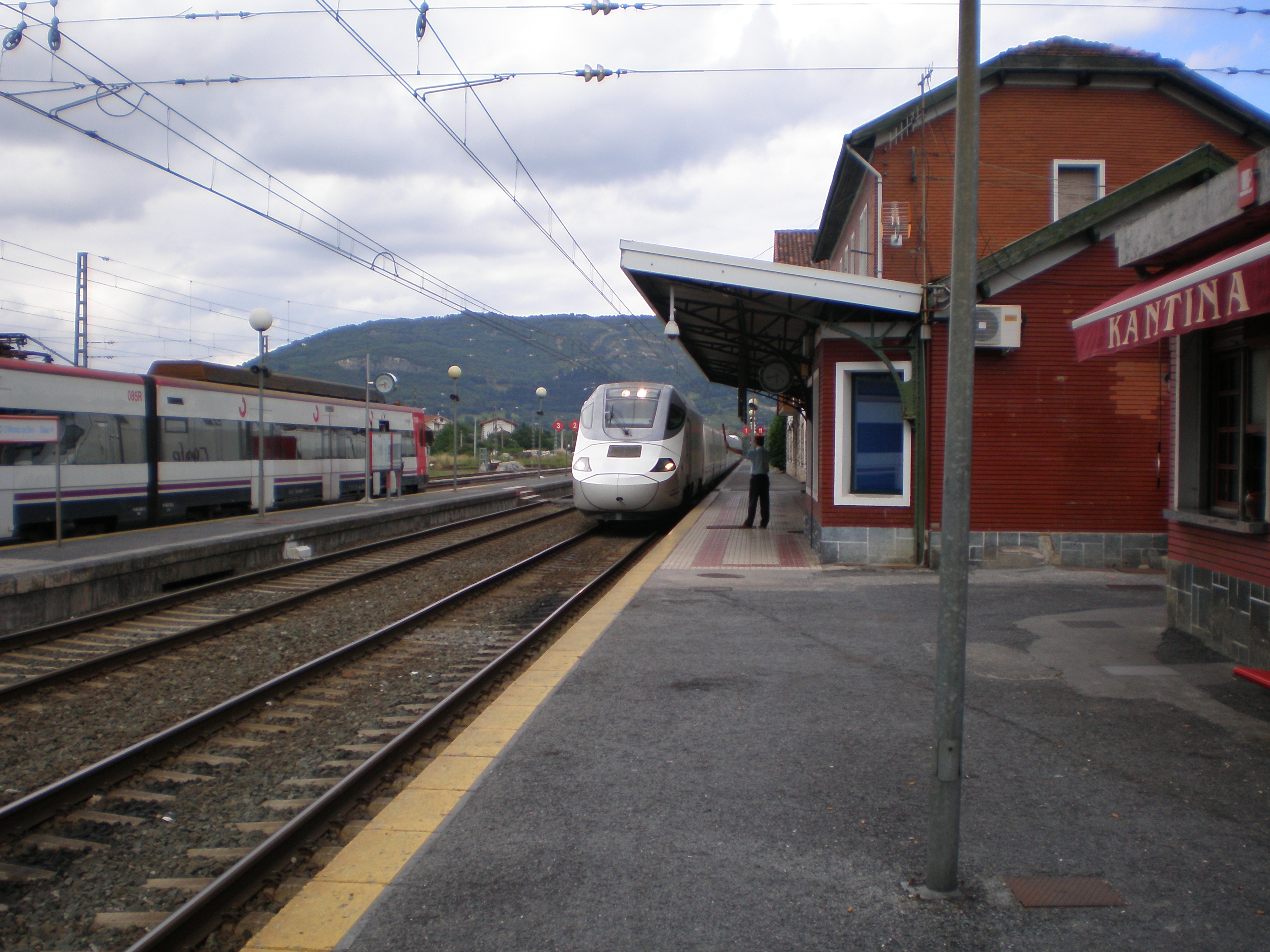
Passage d'un S-130 en gare.
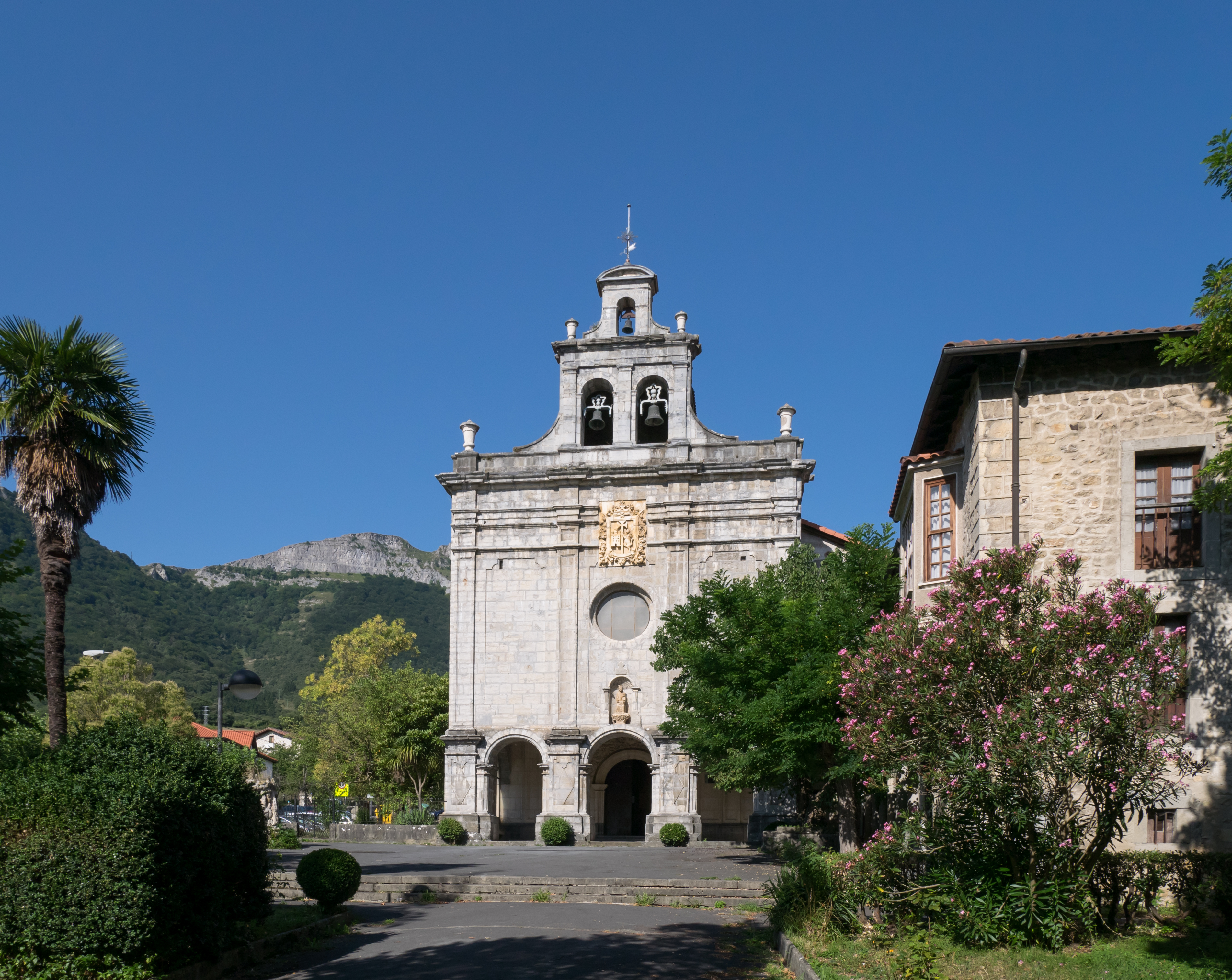
Sanctuaire La Antigua.